# Psallus
Psallus is een geslacht van wantsen uit de familie blindwantsen. Het geslacht werd voor het eerst wetenschappelijk beschreven door Fieber in 1858 .

## Soorten
Het genus bevat de volgende soorten:

- Psallus aethiops (Zetterstedt, 1838)
- Psallus aetnicola Wagner, 1955
- Psallus albicinctus (Kirschbaum, 1856)
- Psallus aldanensis Vinokurov, 1985
- Psallus ambiguus (Fallen, 1807)
- Psallus amoenus Josifov, 1983
- Psallus amygdali Linnavuori, 1998
- Psallus anaemicus Seidenstucker, 1966
- Psallus anatolicus Wagner, 1963
- Psallus anticus (Reuter, 1876)
- Psallus apoplecticus Seidenstucker, 1966
- Psallus argyrotrichus Fieber, 1861
- Psallus asperus Van Duzee, 1923
- Psallus assimilis Stichel, 1956
- Psallus asthenicus Seidenstucker, 1966
- Psallus ater Josifov, 1983
- Psallus aterrimus Yasunaga and Vinokurov, 2000
- Psallus atratus Josifov, 1983
- Psallus aurora (Mulsant and Rey, 1852)
- Psallus bagjonicus Josifov, 1983
- Psallus balcanicus Josifov, 1969
- Psallus bernardi Wagner, 1958
- Psallus betuleti (Fallen, 1826)
- Psallus bivitreus (Mulsant and Rey, 1852)
- Psallus brachycerus Reuter, 1904
- Psallus breviceps Reuter, 1909
- Psallus buddha Yasunaga, 2010
- Psallus calliprinoi Carapezza, 2002
- Psallus callunae Reuter, 1878
- Psallus castaneae Josifov, 1983
- Psallus catalanicus Wagner, 1965
- Psallus cerridis Wagner, 1971
- Psallus chrysopsilus Reuter, 1878
- Psallus cinnabarinus Kerzhner, 1979
- Psallus clarus Kerzhner, 1988
- Psallus collaris (Wagner, 1975)
- Psallus confusus Rieger, 1981
- Psallus crataegi Kulik, 1973
- Psallus criocoroides Reuter, 1879
- Psallus cruentatus (Mulsant and Rey, 1852)
- Psallus cyprius Wagner, 1977
- Psallus dichrous Kerzhner, 1962
- Psallus difficilis Odhiambo, 1959
- Psallus dilutipes Reuter, 1907
- Psallus dilutus Fieber, 1858
- Psallus divergens Reuter, 1899
- Psallus drosopoulosi Linnavuori, 1992
- Psallus edoensis Yasunaga and Vinokurov, 2000
- Psallus ericetorum Reuter, 1899
- Psallus ermolenkoi Kerzhner, 1979
- Psallus eximius Reuter, 1904
- Psallus fagi Drapolyuk, 1990
- Psallus falleni Reuter, 1883
- Psallus faniae Josifov, 1974
- Psallus flavellus Stichel, 1933
- Psallus flavescens Kerzhner, 1988
- Psallus flavipes (Reuter, 1899)
- Psallus fokkeri Reuter, 1899
- Psallus fortis Li and Liu, 2007
- Psallus fukienanus Zheng and H. Li., 1990
- Psallus fuscatus Knight, 1923
- Psallus fuscopunctatus Knight, 1930
- Psallus galilaeus Linnavuori, 1965
- Psallus georgicus Zaitzeva, 1968
- Psallus gidajatovi Drapolyuk, 1987
- Psallus graminicola (Zetterstedt, 1828)
- Psallus guttatus Zheng and H. Li., 1990
- Psallus haematodes (Gmelin, 1790)
- Psallus halidi Drapolyuk, 1991
- Psallus hani Zheng and H. Li., 1990
- Psallus hartigi Wagner, 1970
- Psallus hastatus Carapezza, 2002
- Psallus helenae Josifov, 1969
- Psallus henanensis Li and Liu, 2007
- Psallus henschii Reuter, 1888
- Psallus holomelas Reuter, 1906
- Psallus jeitensis Wagner, 1963
- Psallus jungaricus Vinokurov and Luo, 2012
- Psallus jurorum Linnavuori, 1975
- Psallus karakardes Seidenstucker, 1959
- Psallus kerzhneri Josifov, 1992
- Psallus kiritshenkoi Zaitzeva, 1968
- Psallus koreanus Josifov, 1983
- Psallus kurseongensis Distant, 1910
- Psallus lapponicus Reuter, 1874
- Psallus laricinus Vinokurov, 1982
- Psallus laticeps Reuter, 1878
- Psallus lentigo Seidenstucker, 1972
- Psallus lepidus Fieber, 1858
- Psallus loginovae Kerzhner, 1988
- Psallus lucanicus Wagner, 1968
- Psallus luridus Reuter, 1878
- Psallus luteicornis (Villers, 1789)
- Psallus maculosus Knight, 1925
- Psallus mali Zheng and H. Li., 1990
- Psallus melpomene (Linnavuori, 1989)
- Psallus michaili Kerzhner and Schuh, 1995
- Psallus milenae Josifov, 1974
- Psallus minusculus Zaitzeva, 1968
- Psallus miyamotoi Yasunaga and Vinokurov, 2000
- Psallus mollis (Mulsant and Rey, 1852)
- Psallus montanus Josifov, 1973
- Psallus nigricornis Yasunaga and Vinokurov, 2000
- Psallus nigripilis (Reuter, 1888)
- Psallus ninurta (Linnavuori, 1984)
- Psallus nipponicus Vinokurov, 1998
- Psallus ocularis (Mulsant and Rey, 1852)
- Psallus oenderi Wagner, 1976
- Psallus oleae Wagner, 1963
- Psallus orni Wagner, 1968
- Psallus oyashimanus Yasunaga and Vinokurov, 2000
- Psallus pardalis Seidenstucker, 1966
- Psallus perrisi (Mulsant and Rey, 1852)
- Psallus piceae Reuter, 1878
- Psallus pinicola Reuter, 1875
- Psallus pseudoambiguus Wagner, 1970
- Psallus pseudoplatani Reichling, 1984
- Psallus pseudopunctulatus Linnavuori, 1984
- Psallus pseudoquercus Josifov, 1974
- Psallus pullus Yasunaga and Vinokurov, 2000
- Psallus punctulatus Puton, 1874
- Psallus quercicola (Reuter, 1904)
- Psallus quercus (Kirschbaum, 1856)
- Psallus roseoguttatus Yasunaga and Vinokurov, 2000
- Psallus roseus (Fabricius, 1777)
- Psallus rubinicterus Seidenstucker, 1966
- Psallus rubromaculosus Knight, 1935
- Psallus sachaensis Vinokurov, 1998
- Psallus salicicola Schwartz and Kelton, 1990
- Psallus salicis (Kirschbaum, 1856)
- Psallus samdzijonicus Josifov, 1983
- Psallus samedovi Drapolyuk, 1991
- Psallus samoanus Knight, 1935
- Psallus sanguinarius Kerzhner and Josifov, 1999
- Psallus shulsangaricus Linnavuori, 2010
- Psallus siculus Reuter, 1875
- Psallus skylla Linnavuori, 1994
- Psallus sorbi Wagner, 1970
- Psallus stackelbergi Kerzhner, 1988
- Psallus svidae Drapolyuk, 1991
- Psallus syriacus (Reuter, 1883)
- Psallus takaii Yasunaga and Vinokurov, 2000
- Psallus tesongsanicus Josifov, 1983
- Psallus tibialis Reuter, 1894
- Psallus tonnaichanus Muramoto, 1973
- Psallus transcaucasicus Zaitzeva, 1966
- Psallus tristis (Blanchard, 1852)
- Psallus turcicus Wagner, 1971
- Psallus ulmi Kerzhner and Josifov, 1966
- Psallus ussuriensis Kerzhner, 1979
- Psallus vaccinicola Knight, 1930
- Psallus variabilis (Fallen, 1807)
- Psallus varians (Herrich-Schaeffer, 1841)
- Psallus vicinus Reuter, 1899
- Psallus vittatus (Fieber, 1861)
- Psallus wagneri Ossiannilsson, 1953
- Psallus yasunagai Vinokurov, 1998
- Psallus zakatalensis Drapolyuk, 1991